# FL.ru
FL.ru (ранее Free-lance.ru) — сервис для поиска удалённой работы и сотрудников в России и СНГ. Портал был запущен в мае 2005 года и по состоянию на 2012 год являлся крупнейшей биржей в России и странах СНГ. Офис компании находится в Москве.
На ноябрь 2012 года общая стоимость сайта оценивалась в 10 млн долларов США.

## История

### Free-lance.ru
В 2003 году в Санкт-Петербурге была создана дизайн-студия «Петрограф», арт-директором которой стал Антон Мажирин, а коммерческим директором — Василий Воропаев. Предприниматели использовали услуги удалённых специалистов. В 2004 году было решено создать портал, на котором заказчики смогли бы находить таковых специалистов на разовую работу. В конце года состоялся пилотный запуск Free-lance.ru. Однако вскоре после старта разработчики закрыли сайт для его полной переработки.
Обновленная версия запустилась 14 мая 2005 года и к концу года обзавелась платными услугами.
2 октября 2012 года сайт перешёл на работу через функцию «Сделка без риска» (позже переименованную в «Безопасную сделку»). По заявлениям разработчиков, сервис исключает возможность мошенничества при оплате. На сайте была введена премодерация и запрет на обмен контактной информацией до заключения сделки. В тот же день сайт подвергся DoS-атаке. 5 декабря 2012 года, получив большое количество сообщений от пользователей, было принято решение вернуть возможность публиковать контакты для пользователей с платными аккаунтами.
В феврале 2013 года в Василий Воропаев покинул пост генерального директора. Руководство проектом было разделено между тремя управляющими: Антоном Мажириным (сооснователем проекта, директором по развитию), Владимиром Тархановым (генеральным директором) и Людмилой Булавкиной (специалист по работе с маркетингом).

### FL.ru
В апреле 2013 года был анонсирован короткий домен биржи — FL.ru.
В июле 2015 года биржа была взломана, и исходный код был представлен в сети Интернет. Официального заявления не было.

## Собственники
В 2007 году группа компаний HeadHunter Group и фонд прямых инвестиций Digital Sky Technologies (Mail.ru Group) приобрели по 20 % акций проекта Free-lance.ru. У основателей проекта, Василия Воропаева и Антона Мажирина, осталось по 30 % акций.
В октябре 2012 года Free-lance.ru привлёк новых инвесторов, и доли в бизнесе распределились следующим образом:
- 30 % — Виталий Мартьянов, акционер и заместитель генерального директора биотехнологической компании «Мастерклон» и фармацевтической компании «ЛЕККО»;
- 30 % — Василий Воропаев, основатель Free-lance.ru;
- 20 % — Артём Бектемиров, генеральный директор и совладелец ОАО «Аптечная сеть 36,6», председатель Совета директоров ОАО «Верофарм» (инвестирование личных средств);
- 20 % — Антон Мажирин, основатель и руководитель Free-lance.ru.

В феврале 2013 года Василий Воропаев покинул пост руководителя проекта и продал свою долю в нём.
27 июля 2018 года 97,5 % компании «Ваан», управляющей FL.ru, купила компания TalentTech — инвестподразделение «Севергрупп» Алексея Мордашова, остальными 2,5 % «Ваан» владеет технический директор Анатолий Орлов. Антон Мажирин, финансовые инвесторы Виталий Мартьянов и Артем Бектимиров, а также менеджмент проекта продали свои доли. Партнёр венчурного фонда iTech Capital Алексей Соловьев оценил сделку примерно в 500—700 млн рублей.
12 января 2024 года согласно выписке ЕГРЮЛ ООО ТТ-Холдинг больше не является учредителем биржи Fl.ru.
Новым учредителем стало ООО Бридж Групп (99.9 %) и Вячеслав Баженов (0,01 %).
Генеральным директором назначен Анатолий Орлов.
C 05.02.2024 года согласно выписке ЕГРЮЛ 25% компании принадлежит генеральному директору Анатолию Орлову, 25% Владимиру Тарханову, 49.95% ООО Бридж Групп и 0.05% Вячеславу Баженову.

## Награды
| Название          | Категория            | Год  | Результат |
| ----------------- | -------------------- | ---- | --------- |
| Премия Рунета     | «Экономика и бизнес» | 2009 | Лауреат   |
| Премия Рунета     | «Экономика и бизнес» | 2011 | Лауреат   |
| Антипремия Рунета | «Не торт Рунета»     | 2012 | Лауреат   |

## Критика
С 2016 года дублирующиеся подкатегории перестали быть идентичными, из-за чего сайт был обвинён в продаже одной и той же услуги по цене двух.